# بریا بنت
بریا بنت (انگلیسی: Brea Bennett؛ زاده ۷ فوریهٔ ۱۹۸۷) بازیگر پورنوگرافی اهل ایالات متحده آمریکا است.